# ウィトルウィウス山

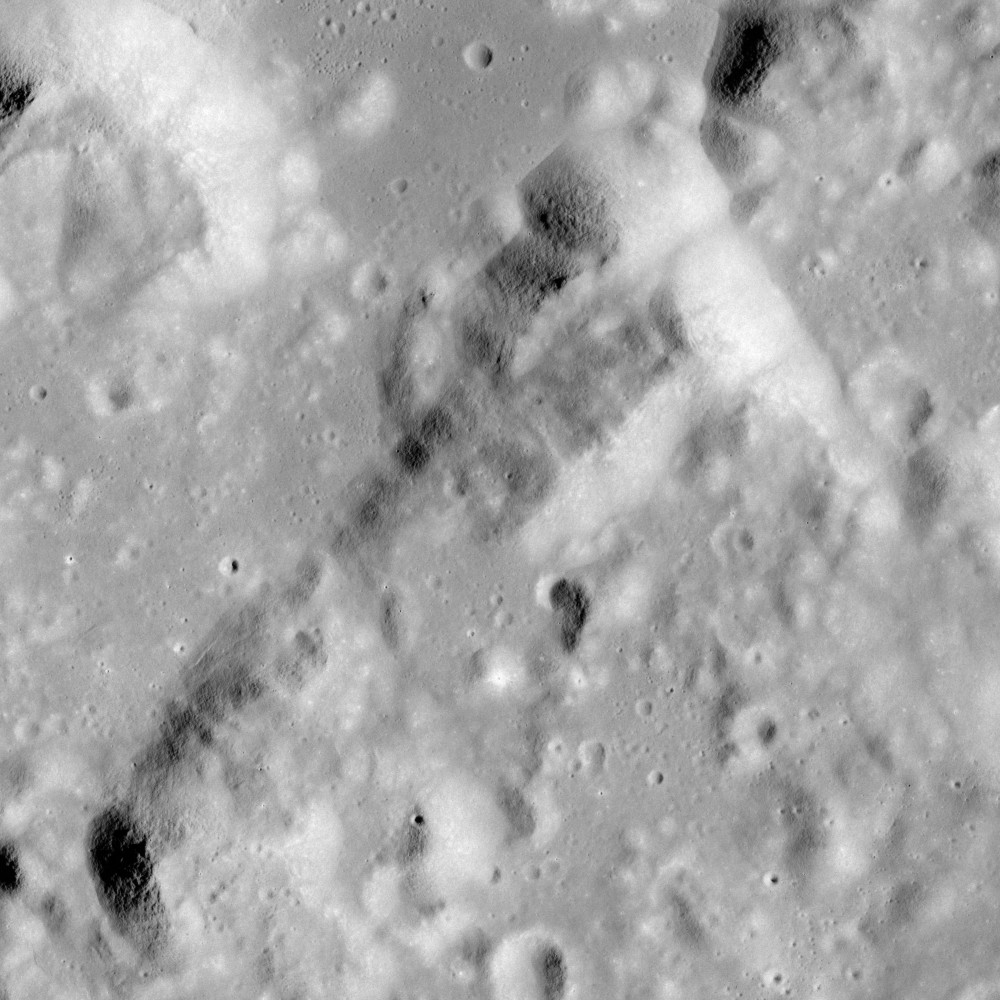
アポロ17号による画像

ウィトルウィウス山(Mons Vitruvius)は、静かの海のちょうど北で晴れの海の南東に位置するタウルス山地の中にある月の山である。月面座標は北緯19.4°、東経30.8°で、直径は15kmである。頂上は北東端に近く、標高は約2.3kmである。南南東にあるクレーターウィトルウィウスに因んで名付けられた（このクレーターの名前は、ウィトルウィウスに因んでいる）。
アポロ17号は、この山の北にあるタウルス＝リットロウ谷に着陸した。この山の近くには、以下のようないくつかの小さなクレーターがある。
| クレーター | 月面座標                                          | 直径 | 名前の由来                       |
| ---------- | ------------------------------------------------- | ---- | -------------------------------- |
| イシス     | 北緯18度54分 東経19度00分 / 北緯18.9度 東経19.0度 | 1 km | エジプトの女神イシス             |
| ジェリク   | 北緯18度30分 東経27度36分 / 北緯18.5度 東経27.6度 | 1 km | スカンジナビア語の男性名         |
| マリー     | 北緯18度30分 東経27度24分 / 北緯18.5度 東経27.4度 | 1 km | ヘブライ語に由来する英語の女性名 |
| ロバート   | 北緯19度00分 東経27度24分 / 北緯19.0度 東経27.4度 | 1 km | 英語の男性名                     |